# Freiras passionistas

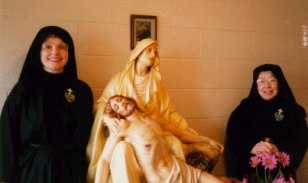
Freiras Passionistas

Passionistas são freiras contemplativas e constituem o ramo feminino da Congregação da Paixão de Jesus Cristo de São Paulo da Cruz.
Com o Decreto de 29 de junho de 2018 da Sé Apostólica, os mosteiros adotaram a estrutura jurídica da Congregação.

## História

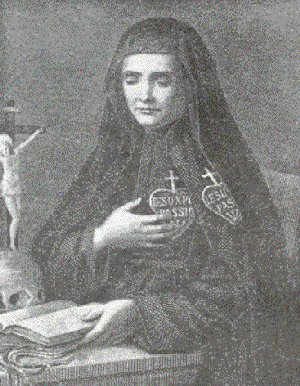
Maria Crocifissa di Gesù Costantini, co-fundadora das freiras Passionistas

A primeira ideia de estabelecer um mosteiro feminino ligado aos Passionistas pertence a Maria Agnese Grazi de Orbetello, filha espiritual de Paulo da Cruz. Paolo começou a planejar a fundação do mosteiro em 1754, mas devido à falta de fundos necessários, sua construção começou em Tarquinia apenas em 1759.
Para as religiosas, Paolo da Cruz e adaptou as regras dos Passionistas à vida monástica: as regras foram aprovadas pelo Papa Clemente XIV com um breve datado de 3 de setembro de 1770.
Clemente XIV designou a duquesa Anna Maria Barberini, viúva Sforza-Cesarini como primeira superiora do mosteiro, mas a nobre preferiu retirar-se entre as Clarissas de Narni antes da inauguração da casa em Corneto; Em seu lugar foi escolhida Maria Crocifissa de Jesus, nascida Faustina Gertrude Costantini, antiga beneditina em Santa Lúcia em Tarquinia, cujos familiares haviam financiado a construção do mosteiro.
Costantini e suas primeiras onze companheiras entraram no mosteiro em 3 de maio de 1771. O número máximo de freiras foi inicialmente limitado a doze (devido aos escassos recursos econômicos da comunidade), mas depois foi aumentado para 33 em homenagem aos anos de vida terrena de Jesus.
Apesar de enclausuradas, as Passionistas podiam acolher mulheres para exercícios espirituais e ensinar catecismo às meninas, que podiam ser acolhidas no mosteiro às quintas-feiras e domingos (todos os dias da Quaresma) pelo espaço de cerca de três quartos de dia; não lhes era permitido, no entanto, aceitar pensionistas (atividade amplamente praticada em mosteiros femininos).
O mosteiro de Corneto foi suprimido pelas leis napoleônicas em 1810, mas foi o primeiro a ser reconstituído após o retorno do Papa Pio VII a Roma e foi reinaugurado em 30 de junho de 1814.
Corneto permaneceu o único mosteiro passionista até 1872, quando uma nova casa foi aberta em Mamers, França; de Mamers vieram as freiras que fundaram um terceiro mosteiro em Tielt, Bélgica, e em 1910 a congregação começou a se expandir para além do continente europeu com a fundação de um mosteiro em Pittsburgh.

## Carisma e difusão
As Passionistas estão ligadas aos religiosos do ramo masculino por um vínculo espiritual, por terem em comum o fundador e o propósito específico de promover o culto da morte e paixão de Jesus, mas não jurídico (os Passionistas não têm autoridade sobre os mosteiros). Os mosteiros são autônomos (sui juris). O governo da Congregação das Freiras da Paixão de Jesus Cristo é exercido pelo Capítulo Geral (de seis em seis anos), pelo Presidente de acordo com o direito comum e pelas Constituições aprovadas pela Santa Sé em 12 de maio de 2020.
Até 2020 os mosteiros passionistas estarão presentes no Brasil, Colômbia, Coréia do Sul, Filipinas, Japão, Indonésia, Itália, México, Reino Unido, Espanha, Estados Unidos.
No final de 2019, as Passionistas contavam com 285 religiosas e 35 mosteiros.